# Agö
Agö (Agön) is een onbewoond Zweeds eiland in de Oostzee op ongeveer 30 km van Hudiksvall. Er is een vuurtoren op het meest oostelijke punt. De vuurtoren werd gebouwd in 1860 en werd in 1970 buiten gebruik gesteld.